# Kerawa
Kerawa (ou Keraoua, Keraua, Kerua) est un canton et une localité du Cameroun dans la commune de Kolofata, le département du Mayo-Sava et la Région de l'Extrême-Nord, à la frontière avec le Nigeria. Le canton regroupe une cinquantaine de villages.

## Population
En 1966-1967, le village de Keraoua comptait 1 690 habitants, des Mandara, des Mafa, des Banana. À cette date, il disposait d'une école publique à cycle incomplet, d'un marché régional hebdomadaire le mercredi, et d'un marché de coton.
Le recensement de 2005 a dénombré 12 301 habitants dans le canton de Kerawa et 5 334 dans la ville de Kerawa.

## Infrastructures
En 2018 Kerawa dispose d'un lycée public général qui accueille les élèves de la 6e à la Terminale.